# Индий
Индий е химичен елемент със символ In и атомен номер 49. В периодичната система се намира в 5-и период и е четвъртият химичен елемент от 13-а група (по остарялата класификация – елемент от главната подгрупа на III група). Той е рядък, сребристобял и слаб метал. Индият не е жизненоважен за човешкото тяло и затова неговите токсични ефекти са слабо познати. Добитият метал в по-голямата си част се преработва до индиево-калаен оксид, който се използва за направата на плоски и сензорни дисплеи (тъчскрийн).

## История
Индият е открит през 1863 година от немските химици Фердинанд Райх и Теодор Рихтер от Минна Академия Фрайберг. Те търсили талий в проба от сфалерит (природен цинков сулфид), открит в околността. При спектрографския анализ обаче вместо очакваната зелена линия на талия се появила една напълно непозната индигово-синя спектрална линия, което означавало, че е открит непознат дотогава елемент. Цветът на тази линия по-късно определил и името на новия елемент. Малко по-късно успели да получат индиев хлорид и индиев оксид, а след това, чрез редукция на индиев оксид с водород, и чистия метал – през 1864 г. По-голямо количество индий е показано за първи път на световното изложение в Париж през 1867 година.
След първото му приложение като съставна част от стоматологичното злато, през 1933 г. започва всеобхватното използване на индий през Втората световна война. САЩ го използвали като смазващо покритие за работещите при тежки режими лагери на самолетите. След Втората световна война индият е използван преди всичко в електроиндустрията като припой, и в сплави с ниска точка на топене. С растящото използване на атомна енергия придобива значение и като материал, влаган в контролните пръти на ядрените реактори. През 1980 г. това довежда до първото сериозно покачване на цената на индия. След инцидента в АЕЦ Три Майл Айланд (САЩ) търсенето и цената му се понижават значително.
От 1987 г. насам все по-широко приложение намират две нови съединения на индия – полупроводникът индиев фосфид и влаганият в прозрачни електроди индиево-калаен оксид. Поради голямата нужда, от 1992 г. по-голямата част от индия се преработва до индиево-калаен оксид.

## Находища
Индият е рядък химичен елемент. Неговият дял в континенталната земна кора е едва 0,05 ppm. Той се среща със същата честота като среброто и живака. В самородно състояние индий е открит само в единично находище в Източен Сибир. Познати са малко минерали, съдържащи индий. Това са преди всичко сулфидни минерали като индит FeIn2S4 и роквезит CuInS2. Те са много редки и не играят съществена роля за добиването на индий. Най-големите находища на индий са в цинковите руди, по-точно в сфалерит. Теоретичните резерви се изчисляват на 16 хил. тона, но индустриално добиваеми са 11 хил. тона. Най-големите находища са в Канада, Китай и Перу. Находища на руди, съдържащи индий, има също в Австралия, Боливия, Бразилия, Япония, Русия, ЮАР, САЩ и някои европейски държави.

## Получаване
Индият се добива почти изцяло като страничен продукт, съпътстващ производството на цинк или олово. Стопанско получаване е възможно, когато се достигнат определени нива на производствения процес. Това са прахове, образувани при корозията на цинков сулфид, и утайки, които остават при електролиза, когато се получава цинк чрез мокрия метод. Те се обработват със сярна киселина или солна киселина до образуването на разтвор. Ако концентрацията на индий в киселините е недостатъчна, разтворът трябва да се обогати. Това се получава чрез екстракция с трибутил фосфат или утаяване до индиев фосфат. Действителното получаване се извършва електролитно. За целта се използва разтвор на индиев(III) хлорид в солна киселина. Чистият индий се извлича с помощта на електроди от живак. При електролизата трябва да се внимава в разтвора да няма остатъци от талий, защото двата елемента са със сходен стандартен потенциал.
{\displaystyle \mathrm {In^{3+}+3\ e^{-}\ {\xrightarrow {Hg-Elektr.}}\ In} }
Чрез подходящи способи като метод на зонно топене или многократна електролиза на солни разтвори на индиев(I) хлорид суровият продукт може да бъде обработен до над 99,99% чист индий.

## Производство
| Държава    | Тонове | % от световното производство |
| ---------- | ------ | ---------------------------- |
| Китай      | 350    | 60                           |
| Япония     | 55     | 9,5                          |
| Канада     | 50     | 8,6                          |
| Южна Корея | 50     | 8,6                          |
| Белгия     | 30     | 5,2                          |
| Русия      | 16     | 2,8                          |
| Франция    | 10     | 1,7                          |
| Перу       | 6      | 1,0                          |
| други      | 15     | 2,6                          |
| общо       | 580    | 100                          |

Първичното производство (минно) за 2006 г. се изчислява между 500 и 580 тона. Поради ограничените природни запаси от около 11000 тона и същевременно голямото търсене, индият се счита за една от най-недостатъчните суровини на планетата. През 2008 година сведенията за естествени находища на индий в Китай се увеличиха от 280 на 8000 тона, които статистически ще бъдат достатъчни за 6 до 19 години. Вторичното производство, дължащо се на рециклиране, превишава първичното и за 2008 година е 800 тона.
Производството на индий в Китай се увеличава. През 1994 г. произведените количества са около 10 тона. Оттогава делът на Китай се е увеличил през 2005 г. до 60% от общата световна продукция. Производството в други държави като Япония, Канада или Франция се е увеличило незначително или е намаляло поради изчерпване на находищата. Така например, след затварянето на японската мина Тойоха през 2006 г., производството в Япония се е понижило значително.
Увеличеното търсене на индий, превишаващо значително производството му, доведе до голямо нарастване на цената – от 97 долара за килограм през 2002 година до 827 долара през 2005 година. Рециклирането се извършва посредством преработката на използвани мишени от инсталации за катодно разпрашване. Единствената държава, в която се добиват големи количества индий чрез рециклиране, е Япония.
При покачващото се търсене на индий и при високата му цена е икономически изгодно да се преработват дори материали с ниско съдържание на метала. Рентабилно е също да се извличат руди с минимално индиево съдържание. По такъв начин може да се забави привършването на природните запаси.
В много от приложенията си индият може да бъде заменен с други материали, което обаче е за сметка на качеството на продукта и рентабилността на произвежданата продукция. Така например индиев фосфид може да бъде заменен с галиев арсенид; също и за индиево-калаен оксид има някои по-нискокачествени заместители.

## Свойства

### Физични свойства
| Кристална структура                         | тетрагонална                |
| Пространствена група                        | {\displaystyle I4/mmm\;}    |
| Параметър на решетката (Елементарна клетка) | a = (b) = 325 pm c = 495 pm |
| Число (Z) на емпирична формула              | Z = 2                       |

Индият е сребристо-бял метал с ниска точка на топене – 156,5985 °С. От металите по-ниска точка на топене имат само живак, галий и по-голямата част алкални метали. Металът е течен в много голяма област – почти до 2000 К. Течният индий оставя траен тънък филм (мокрене) върху стъкло. Същото качество притежава и сходният с него галий.
Индият притежава висока пластичност и малка (твърдост – 1,2). Затова е възможно индият да се среже с нож като натрий. Същевременно той оставя видима следа върху хартия. При критична температура от 3,41 К индият става свръхпроводник. Особеност на индия, което му придава прилика с калая, са характерните шумове, които могат да се чуят при огъването му.
При нормални условия е позната само една кристална модификация на индия – тетрагонална, вътрешно центрирана решетка с параметър на решетката а=325 pm и c=495 pm с две емпирични формули – намираща се в тетрагоналната кристална система в пространствена група {\displaystyle I4/mmm\;}.
В кристалната решетка един атом индий е обграден от 12 други атома, като 4 от тях са атоми на други елементарни клетки, отстоящи на близко разстояние (325 pm, червените връзки), както и от 8 други атома, намиращи се на ъглите на елементарни клетки (337 pm, зелените връзки). Като координатен полиедър, чрез координационно число 4+8=12, се показва като изкривен кубичен октаедър. Кристалната структура може да се опише като тетрагонално изкривена, кубично-плътна опаковка.
При опити с високо налягане е открита и друга модификация, която е стабилна при над 45 GPa и кристализира в ромбична кристална система в пространствена група Fmmm.

### Химични свойства
Химичните свойства на индия са сходни като на неговите съседи в групата – галий и талий. Както и другите два, той е неблагороден метал, който при висока температура може да реагира с много неметали. При нормална температура на въздуха е стабилен и като алуминия образува плътен оксиден слой, който пасивира повърхността и предпазва материалите от допълнително окисление. Едва при висока температура протича реакция до образуването на индиев(III) оксид.
Индият може да бъде разяден от минерални киселини като азотна киселина и сярна киселина, но не е разтворим в гореща вода, основи и повечето органични киселини. Солената вода също не му въздейства. При стайна температура индият е най-добре разтворимия метал в живак.

## Изотопи
Известни са 38 различни изотопа на индия и други 45 ядрени изомера с номера от In97 до In135. В природата са известни само два изотопа – In113 (64 неутрона) с 4,29% и In115 (66 неутрона) с 95,71% от общото количество на естествените изотопи. Най-често срещаният изотоп – In115 – е слабо радиоактивен бета-излъчвател с период на полуразпад от 4,41х1014 години. Двата естествени изотопа могат да се докажат с помощта на ЯМР-спектроскопия. Най-стабилните изкуствени изотопи – In111 и In114 са с период на полуразпад от няколко дни. Затова In111 се използва като белязан атом при различни ядрено-медицински изследвания.

## Употреба

### Метал
Индият е многостранно използваем, но неговата употреба е ограничена от високата му цена и оскъдността му. Преобладаващата част от произведения индий не се използва като метал, а се преработва до редица съединения. Само за производството на индиево-калаен оксид през 2000 година са използвани 65% от добитото количество индий. От добития индий се получават също и други съединения, като индиев фосфид и индиев арсенид.
Металните елементи могат да бъдат предпазени чрез галванично отделено индиево покритие. Така се покриват елементи от стомана, олово и кадмий, за да се защитят от корозия, предизвикана от органични киселини и солни разтвори, и преди всичко от износване. Индиевите защитни покрития преди често са били използвани за плъзгащи лагери на автомобили и самолети. След значителното покачване на цената на индия това е станало икономически неизгодно. Покритите с индий повърхности притежават висок и равномерен коефициент на отражение за всички цветове и затова могат да се използват като огледала. точката на топене на индия е ниска и точно определима. Поради тази причина той е една от фиксираните точки при изграждането на температурни скали. Това качество се използва при калибриране в динамично диференциално сканираща калориметрия (DSC).
Поради високото сечение на захващане, както на бавни така и на бързи неутрони, индият се използва като съставна част на контролните пръти в атомните реактори. Индият е газово непроницаем и лесно се преоформя при ниски температури и поради тази причина се използва за така наречените индиеви уплътнители в криостатите.
Поради някои специфични свойства, индият се използва като припой за много материали. Така се преоформя при охлаждане само в ограничена степен. Това е важно при припояването на полупроводници за транзистори. Също така индий може да се използва за запояване на неметални изделия като стъкло и керамика.

### Сплави
Индият може да образува сплави с много метали. Много от тях, преди всичко металите бисмут, калай, кадмий и олово, притежават ниска точка на топене – от 50 до 100 °С. Това дава възможност за използването му в спринклерни инсталации, термостати и предпазители. Поради това, че оловото е отровно, индият намира все по-широко приложение. Основата за използването на тези сплави се състои в това, че се топят при висока околна температура, причинена от огън или електрически претоварвания. Чрез топенето се прекъсва електрическата верига или се задейства спринклерната инсталация. Индиево-галиевите сплави често притежават още по-ниска температура на топене и затова се влагат във високотемпературните термометри. Специална е галиево-индиево-калаената сплав, наречена галинстан. Тя е течна при стайна температура и затова е неотровна съставна част на живачните или натриево-калиевите съединения.
Има още много сплави, които съдържат индий и се използват в различни области. Задно с мед, манган и магнезий индият се използва за съставна част на магнитни изделия. Вложен (максимално 5%) в смес, заедно със сребро, калай, мед, живак и цинк се използва за амалгамен пълнеж. Записващият слой на CD-RW съдържа, освен всичко друго, и индий.

## Установяване
Възможен начин на химическо установяване на индий е отделянето чрез утаяване с помощта на 8-Хидроксихинолин, от разтвор на оцетна киселина. Нормално индият не се установява по химичен път, а с помощта на подходящ спектрографски метод. Металът лесно се доказва с характерните спектрални линии на 451,14 nm и 410,18 nm. За по-точно доказване на малки количества (следи) се използват рентгенофлуоресцентен анализ и масспектрометрия.

## Токсичност и безопасност
Въпреки че не са известни токсични ефекти на индий, при опити с плъхове и зайци е установено, че индиевите атоми въздействат върху ембриона и оказват мутагенно въздействие. При поемане на еднократна доза от 0,4 mg/kg InCl3 от бременни плъхове в плода се наблюдават дефекти като заешка устна или липсващи пръсти. Тези проявления зачестяват, когато индий е приет на 10-ия ден от бременността. При мишките, напротив, не се забелязват никакви отклонения. Индиевият нитрат е отровен за водните организми.
Компактният индий е негорим. В раздробено състояние като прах е леснозапалим и гори, за разлика от много други метали. Поради опасност от експлозия горящият индий не трябва да се залива с вода заради наличието на водород. Трябва да се третира с гасители за горящи метали (клас D).

## Съединения
Индият образува редица съединения. В тях металът има окислителна степен +III. Съединенията с окислителна степен +I са по-редки и неустойчиви. Съединения със степен +II не съществуват, а там, където индият формално я проявява, са смес от съединения на първо- и третовалентен индий.

### Индиев оксид
Индиев(III) оксид е жълта, стабилна сол. Чистият индиев(III) оксид се използва рядко и се преработва до индиево-калаен оксид. Това става като индиев(III) оксид се обогати с малко количество калаен(IV) оксид. Съединението е прозрачен и проводящ оксид (ITO Материал). Тази комбинация от качества, която притежават малко елементи, намира широко приложение. Индиево-калаен оксид се използва като електропроводник в дисплеите с течни кристали (LCD) и органични светодиоди (OLED), сензорни дисплеи и слънчеви батерии. За по-широко използване в отопляемите автомобилни стъкла и соларните клетки скъпият индиево-калаен оксид може да се замени с по-евтиния, обогатен с алуминий, цинков оксид.

### Сложен полупроводник
Много съединения на индия са сложни полупроводници с характерна ширина на забранената зона. Това се отнася предимно за съединения с елементите от 5 и 6 главни групи, като фосфор, арсен и сяра. Някои от тях, с елементите от 5 главна група, се числят към III-V полупроводници, а тези с халкогените – към III-VI полупроводници. Типът зависи от броя на валентните електрони в двете съставни части на съединението. Индиев нитрид, индиев фосфид, индиев арсенид и индиев антимонид имат различни приложения в различните диоди – като светодиоди (LED), фотодиоди и лазерни диоди. Точното използване зависи от необходимата ширина на забранената зона. Индиев(III) сулфид (In2S3) е III-VI полупроводник с ширина на забранената зона от 2 eV, който се използва вместо кадмиев сулфид в соларни клетки. Някои от тези съединения – преди всичко индиев фосфид и индиев арсенид – играят съществена роля в нанотехнологията. Индиево-фосфидните нанопроводници притежават силна нееднородна фотолуминсценция и могат да се влагат във високочувствителни фотодетектори или оптични превключватели.
Наред с простите полупроводникови съединения, съществуват и такива, които съдържат повече от един метал. Пример за това е индиево-галиев арсенид (InxGa1-xAs), който е троичен полупроводник, и сравнен с галиев арсенид има намалена ширина на забранената зона. Медно-индиев диселенид има висок коефициент на светлинно поглъщане и затова се влага при производството на тънкослойни слънчеви батерии (CIGS слънчева батерия).

### Други съединения
С халогените флуор, хлор, бром и йод индият образува много съединения. Това са киселини на Люис и образуват с подходящи донори комплекси. Важно индиево халогенно съединение е индиев(III) хлорид. То се използва предимно като катализатор при редукция на органични киселини.
Съществуват също и органични съединения на индий с общите формули InR3 и InR. Те са чувствителни към кислород и вода като много органични метални съединения. Органичните съединения на индия се използват като обогатители при производството на полупроводници.